# Blaye
Blaye è un comune francese di 5 109 abitanti situato nel dipartimento della Gironda nella regione della Nuova Aquitania.
La sua Cittadella, progettata dal maresciallo di Francia Sébastien Le Prestre de Vauban, gli ha ottenuto nel 2008 la classificazione di Patrimonio dell'umanità da parte dell'UNESCO, così com'è stato per il Forte Paté, eretto a difesa della Gironda e sito sull'isola omonima, facente parte del territorio del comune di Blaye.

## Società

### Evoluzione demografica
Abitanti censiti

## Amministrazione

### Gemellaggi
- Zülpich, dal 1971
- Tàrrega, dal 1984
- Măcin, dal 1992